# Travelstart
Travelstart är en internetbaserad resebyrå som finns i Sverige, Danmark, Norge, Storbritannien, Irland, Sydafrika, Nederländerna, Frankrike, Tyskland, USA  och Finland.
Företaget grundades 1999 av Stephan Ekbergh i Helsingborg. Strax efter sålde han det och köpte tillbaka det 2001.
Travelstart Nordic blev år 2009 såld till Etraveli.  Stephan Ekbergh leder Travelstarts internationella verksamhet vidare från Sydafrika.  
Travelstart har även blivit hårt kritiserade av Konsumentverket för bl. a. undanhållande av information samt olagliga avgifter. Bolaget ingår i Svenska Resegruppen AB där även Travelfinder, Travelpartner, Seat 24, Flygvaruhuset, Supersavertravel och Budjet finns.